# Moschowhaitsia
Megawhaitsia es un género extinto de terápsidos terocéfalos que existieron durante el periodo Pérmico.